# ネオ・ナショナリズム
ネオ・ナショナリズム（英: neo-nationalism）とは、2010年代半ばにヨーロッパおよび北米で、そしてある程度は他の地域でも生じたタイプのナショナリズムのことを指す。新国家主義（英: new nationalism）とも言う。
このナショナリズムは右派ポピュリズム、反グローバリゼーション、土着主義（nativism）、保護貿易主義、移民受け入れへの反対（opposition to immigration）、そして当てはまる地域ではEU懐疑論といったいくつかの立場と結びついている。ある学者によると、2016年に「グローバル自由主義に対するナショナリストの反抗は西洋の政治において最も影響力のある勢力となった。」イギリスが欧州連合を離脱することの是非を問う国民投票の結果やドナルド・トランプが第45代アメリカ大統領に選出されたことは、新ナショナリズムのとりわけ顕著な現れである。